# Militainment
Militainment ist eine Komposition aus Militär und Entertainment. Es gibt folgende zwei Definitionen:
- Eine Form der Unterhaltung, die das Militär zelebriert
- Eine vom Militär kontrollierte Unterhaltungsform

Insbesondere das US-Militär produziert Computerspiele wie America’s Army und unterstützt die Produktion von Kriegsfilmen, wie Black Hawk Down. Die ARD/NDR-Dokumentation Marschbefehl für Hollywood beschreibt, wie „die US-Regierung als subtile Form der Propaganda direkt auf die Hollywood-Filmproduktionen Einfluss nimmt.“
In den 2000er Jahren wurde die Zusammenarbeit zwischen U.S. Militär, Universitäten und der Videospielindustrie stärker. So gab 2007 die US-Armee 3,5 Milliarden Dollar für die „Simulationen für fast sämtliche Aufgaben der militärischen Prozesskette“ aus.
Ein Beispiel für die zweite Definition ist der Versuch der Einflussnahme durch das US-Militär zum Beispiel mit Embedded Journalists während des Irak-Kriegs.
Militainment wird als Technik der Propaganda und Meinungsmanipulation genutzt.

## Computerspiele
Bekanntheit erlangte der Begriff Militainment insbesondere im Zusammenhang mit Computerspielen. So produziert, verbreitet und kontrolliert die US-Armee unter anderem das Spiel America’s Army, nutzt aber gleichzeitig zivil entwickelte Computerspiele um Gefechtssimulationen durchzuführen und Soldaten auf Einsätze vorzubereiten. Seit den 1990er Jahren trainierten US Marines mit einer modifizierten Version des Computerspiels Doom II (Marine Doom). Das Britische Militär verwendete eine modifizierte Version von Half-Life (DIVE).
Umgekehrt hat das U.S. Militär bei der Entwicklung von Computerspielen mitgearbeitet, z. B. Battlefield 2, Brothers in Arms: Road to Hill 30 und Full Spectrum Warrior.